# Wstrząśnienie błędnika

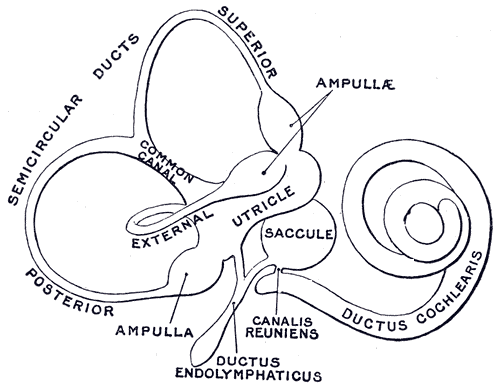
Błędnik błoniasty – schemat

Wstrząśnienie błędnika (łac. commotio labyrinthi) – zaburzenie czynności ucha wewnętrznego występujące po urazie głowy, któremu nie towarzyszą zmiany w badaniu otoskopowym. Może ono towarzyszyć złamaniu kości skroniowej lub też występować bez uszkodzenia kości.

## Patomechanizm
Podczas wstrząśnienia następują zaburzenia w mikrokrążeniu błędnika błoniastego, które występują jako skutek fali uderzeniowej, która działa na czaszkę w trakcie urazu. Zaburzenia w mikrokrążeniu ślimaka prowadzą do wzmożonej przepuszczalności błon komórkowych. Fala uderzeniowa powoduje także gwałtowne przemieszczenie płynów ucha wewnętrznego (przy- oraz śródchłonki) zaburzając ich homeostazę. Płynowa fala uderzeniowa w zależności od siły działającego może powodować różnie nasilone zmiany, które związane są z gwałtownym rozciąganiem lub rozrywaniem delikatnych struktur ucha wewnętrznego:
- uszkodzenie komórek słuchowych zewnętrznych (głównie zakrętu podstawnego ślimaka)
- uszkodzenie zwoju spiralnego
- uszkodzenie struktur obwodowego narządu równowagi:
  - uszkodzenie woreczka i łagiewka – oderwanie błony otolitowej
  - uszkodzenie kanałów półkolistych
- uszkodzenie pnia n. przedsionkowo-slimakowego

Zmiany mogą dotyczyć obu uszu, nie tylko ucha po stronie działającego urazu.

## Objawy
Objawy ze strony narządu równowagi zwykle przeważają nad objawami ze strony narządu słuchu. We wstrząśnieniu błędnika zwykle obserwuje się:
- zawroty głowy – zwykle napadowe, pojawiające się i nasilające przy ruchach głowy
- oczopląs występuje niestale
- szumy uszne
- niedosłuch o typie odbiorczym jedno- lub obustronny
- nudności, niekiedy wymioty

## Diagnostyka
- badanie audiometryczne: audiometria tonalna, OAE
- badanie narządu równowagi

## Leczenie
- unieruchomienie chorego w łóżku i zapewnienie spokoju (nawet niewielki ruch głową może nasilać zawroty)
- leczenie objawowe:
  - leki zmniejszające szumy uszne: preparaty tietylperazyny
  - leki zmniejszające nudności i wymioty: preparaty ondansetronu
  - leki poprawiające krążenie krwi w ślimaku: preparaty betahistyny, dekstran